# Ostrovany
Ostrovany és un poble i municipi d'Eslovàquia. Es troba a la regió de Prešov, al nord del país.

## Història
La primera referència escrita de la vila data del 1248.

## Demografia
| Godina             | 1994 | 2004    | 2014    | 2024    |
| ------------------ | ---- | ------- | ------- | ------- |
| Nombre de persones | 1229 | 1620    | 1975    | 2511    |
| Diferència         |      | +31,81% | +21,91% | +27,13% |

| Godina             | 2023 | 2024   |
| ------------------ | ---- | ------ |
| Nombre de persones | 2462 | 2511   |
| Diferència         |      | +1,99% |